# Sasha Banks
Mercedes Justine Kaestner-Varnado (Fairfield, 26 januari 1992) is een Amerikaanse professioneel worstelaar en actrice die sinds 2024 actief is in All Elite Wrestling (AEW).
Ze is best bekend van haart bij de World Wrestling Entertainment tussen 2012 en 2022. In 2023 heeft ze kort gewerkt voor New Japan Pro Wrestling (NJPW) en World Wonder Ring Stardom.

## WWE NXT
Op 18 augustus 2012 werd bekendgemaakt dat ze een contract had getekend bij WWE NXT. Haar debuut op 12 december  was  een match tegen Paige die ze niet won.
Op 11 februari 2015 won Banks het WWE NXT Women's Championship in een match tegen de regerende titelhoudster Charlotte waarbij ook Bayley en Becky Lynch betrokken waren. Op een worstelevent van NXT in Brooklyn augustus 2015 verloor ze haar titel aan Bayley, ze was 192 dagen de titelhoudster. Haar laatste match op NXT was 7 oktober 2015 waar ze verloor van Bayley.

## 2016-heden
Banks maakte haar debuut in de reguliere competitie op 13 juli 2015. Voor de nieuwe 'era' van WWE werd ze op 19 juli doorverwezen naar RAW. Tijdens de aflevering van 25 juli worstelde ze tegen Charlotte voor het WWE Women's Championship, een wedstrijd die ze uiteindelijk won. Ze verdedigde haar titel op SummerSlam 2016, tegen Charlotte maar dat gevecht won ze niet en zo was ze de titel alweer kwijt. Het volgende event van WWE, Clash of Champions 2016 had Banks een gevecht tegen Bayley en Charlotte voor het WWE Women's Championship, Charlotte won de match en behield de titel. In 2020 maakte Banks haar acteer debuut in de Disney Plus televisieserie The Mandalorian waar ze de Mandalorian krijgster, Koska Reeves, speelt in twee afleveringen van seizoen twee. In 2023 keerde ze terug in dezelfde rol voor twee afleveringen van seizoen drie van The Mandalorian.

## Filmografie
- The Mandalorian 2020- als Koska Reeves